# Rojhan
Rojhan é uma cidade do Paquistão localizada na província de Punjab.